# Drulhe
Drulhe é uma comuna francesa na região administrativa de Occitânia, no departamento de Aveyron. Estende-se por uma área de 18,03 km². Em 2010 a comuna tinha 457 habitantes (densidade: 25,3 hab./km²).